# Силата на сянката
Силата на сянката (на английски: The Shadow Rising) е четвърта част на фентъзи поредицата „Колелото на времето“ от американския писател Робърт Джордан. Издадена е от Tor Books на 15 септември 1992 г. Със своите 393 823 думи Силата на Сянката е най-дългата книга от поредицата, макар че Господарят на Хаоса има повече страници. Силата на Сянката има 58 глави и е първата от главната поредица, която няма пролог.

## Сюжет
В началото на книгата повечето важни главни герои се намират в Тийрския камък, където Ранд ал-Тор е показал на света, че е Прероденият Дракон, овладявайки Каландор, както е разказано в края на Прероденият Дракон.
Селийн му разкрива, че е Ланфеар, една от Отстъпниците, и иска Ранд да се присъедини към нея. След това Камъкът е щурмуван от тролоци и Чезнещи, макар че Ланфеар няма нищо общо с това; всъщност се намеква, че тя изпраща свои собствени Твари на Сянката, за да отблъсне първите. Ранд използва Каландор, за да изкове мълния, която убива всички тролоци и мърдраали и оставя у хората убеждение, че Ранд е полудял.
Ранд обявява решението си да последва Народа на Дракона, айилците, в тяхната родина, Айилската пустош. Егвийн ал-Вийр и Моарейн Дамодред решават да го придружат. Мат Каутон, несигурен какво трябва да направи, намира отговор в тер-ангреал, вход към владенията на Аелфините, и открива, че също трябва да поеме към Пустошта. Перин Айбара, чувайки слухове за неприятности в Две реки, решава да се върне у дома, а Файле Башийр отива с него. Елейн Траканд, Нинив ал-Мийра, Том Мерилин и Джюйлин Сандар решават да заминат за Танчико на лов за Черната Аджа. Мин Фаршоу пристига в Бялата кула да докладва на Амирлин Сюан Санче, като неволно слага начало на събития, които ще доведат до разцепление в Кулата. Така Силата на Сянката оформя четири групи герои в четири основни сюжетни линии.

### Айилската пустош
Ранд използва Портален камък, за да транспортира Мат, Егвийн, Моарейн, Лан и айилците от Камъка от Тийр до Пустошта, където ги чакат клановете Таардад и Шайдо Айил. Айилските Мъдри карат Моарейн, Авиенда и Ранд да влязат в Руйдийн и позволяват на Мат да придружи Ранд при тази задача. И тримата ползват тер-ангреали в Руйдийн.
Ранд минава през кристална гора, през която минава всеки, избран за айилски вожд на клан. Той преживява моменти на айилци от миналото, както преди, така и точно след Разрушението на света, и научава, че айилците тогава са избягвали всяко насилие и са служили на Айез Седай. Истинските айилци от Приказния век живеят като Калайджии, търсейки песента, която едно време са пяли на растенията. Ранд издържа изпитанието и на двете му ръце се появяват драконови фигури, които го бележат за Онзи, що иде със Зората, Кар-а-карн, Вожд на вождовете на цял Айил.
Мат намира тер-ангреал, приличащ на онзи в Тийрския камък, и влиза в него да търси отговор на въпросите, породили се от отговорите, дадени му от змийските същества в първия Вход. Той се среща с техните лисичи събратя, които дават дарове вместо отговори; по-късно той открива, че Аелфините и Еелфините са дали името на детската игра на Змии и лисици, в която няма начин да победиш. Мат излиза от входа с дупки в паметта си, запълнени със спомени на отдавна мъртви мъже, като така започва да разбира и Древния език. Освен това е дарен с копие, наречено ашандарей, и медальон тер-ангреал, който пази от Единствената сила. Ранд намира Мат да виси обесен на Дървото на живота като цена за тези дарове, но успява да го спаси. Оттук нататък Мат носи черно шалче около врата си, за да крие белега.
Моарейн остава в Руйдийн по-дълго от останалите, забавяйки заминаването им. Тя е посетила тройния тер-ангреал пръстен на Мъдрите и знае какво ще се случи в бъдещето.
Мъдрите натоварват Авиенда със задачата да научи Ранд на всичко за Айил и техните обичаи докато пътуват за твърдината Студени скали. По пътя си те срещат група амбуланти, на които позволяват да ги последват.
В Алкаир Дал и Ранд, и Куладин от Шайдо Айил се обявяват за Кар-а-карн. Ранд е принуден да разкрие тайната история на айилците от Приказния век, за да докаже, че наистина е влизал в Руйдийн и е истински вожд на вождовете, а Куладин е самозванец. Вой се надига сред айилците и, с надежда да избегне насилието, Ранд използва Единствената сила, за да извика дъждовна буря над Пустошта за първи път от Разрушението на света насам.
След като се разбира с вождовете, Ранд преследва Отстъпника Ашмодеан, който е бил преоблечен като веселчун сред групата амбуланти и е носил името Джайсин Натаил. Отстъпникът иска тер-ангреал — ключ към Чедан Кал, най-мощния ша-ангреал, създаван някога. Ранд и Ашмодеан се сбиват в Руйдийн и Ланфеар се притичва на помощ на Ранд, а той успява да отреже Остъпника от Тъмния. Така Ашмодеан е принуден да остане с Ранд, привидно като личен бард, и да го учи да използва Единствената сила — нещо, което знаят само мъжете Отстъпници.
Когато Ранд се завръща в Алкаир Дал, той открива, че всички Айил, без Шайдо и някои изменници, са го признали за Кар-а-карн.

### Две реки
В Две реки Перин открива, че хората са в капан между тролоците, водени от Коляча, и Чедата на Светлината, с които работи Падан Фейн и които вярват, че Перин е Мраколюбец. Той намира и Верин Матуин и Аланна Мосвани, и двете Айез Седай, да се крият в Западния лес. Те търсят момичета, които да заведат за обучение в Бялата кула, защото и Егвийн и Нинив идват от Две реки и са много силни преливащи. С помощта на майстора на меча Трам ал-Тор и на Абел Каутон Перин повежда хората от Две реки на война срещу тролоците, и народът започва да го нарича лорд Перин, Перин Златоокия — титли, които той безуспешно се мъчи да избегне. Преди окончателната победа Перин се жени за Файле и гони потайния лорд Люк, откривайки, че той всъщност е Коляча.

### Танчико
В град Танчико, Тарабон, Елейн и Нинив се натъкват на Могедиен и Черната Аджа и отмъкват мъжки ай-дам от техните ръце. Работят заедно с Бейл Домон и сеанчанката Егеанин. Двете се „сприятеляват“ с панархеса Аматера, която спасяват от измъчващата я Темайле Киндероуд. Освен това успяват да вземат и един от печатите на затвора на Тъмния. Нинив се дуелира с Могедиен и разбира, че ѝ е равна по сила. Тя успява да заслони Отстъпницата, но е открита от една от Черната Аджа, която почти разрушава палата с тер-ангреал, създаващ белфир. В суматохата Могедиен успява да избяга.

### Бялата кула
Мин Фаршоу пристига в Бялата кула да разкаже на Амирлин Сюан Санче за събитията при Фалме, както я е помолила Моарейн. Пристигането ѝ е забелязано от Елайда, която разкрива връзката между Сюан, Моарейн и Преродения Дракон. Мин остава в Бялата кула под образа на Елминдреда — хубавка, празноглава жена, която не знае кой от двамата си почитатели да избере. Елайда и поддръжничките и изобличават Сюан в престъпление и я детронират, след което усмиряват и нея, и нейната Пазителка на хрониките Леане Шариф. Елайда е издигната за Амирлин, а много Айез Седай бягат. Мин се крие, а оп-късно освобождава бившите Амирлин и Пазителка с помощта на готвачката Лейрас. Трите са разпознати от Гавин Траканд докато се опитват да напуснат Кулата. Той се въздържа да помогне на Сюан заради изчезването на Елейн, но все пак ги извежда извън Кулата защото Мин го моли, и защото това би означавало да помогне и на Егвийн. Докато яздят през града към мостовете, те намират опитомения Логаин, когото уговарят да дойде с тях.